# CivCity: Rome
CivCity: Rome é um jogo de computador de construção de cidades, lançado em julho de 2006. Desenvolvido pelo desenhista Simon Bradbury sob a direção de Sid Meier nos estúdios Firaxis Games e Firefly Studios, é um jogo que trata-se de construir cidades ao longo da história de Roma e levá-las a seu apogeu.

## Sistema de jogo
O jogo consiste em recriar o estilo de vida romano e criar cidades grandiosas. Nele construirão-se casas, nas quais alojaram-se pessoas que trabalham e ganham dinheiro e pedirão recursos que necessitarão para o seu dia a dia e irão subindo de nível e evoluirão a sua casa até chegar a majestosos palacios. Deverá  construir campos de trigo, oliveiras, vinhas, açougues, para dar-lhes os recursos básicos, mas também deverá construir carpintarias, ebanesterias para dar-lhes recursos de luxo.
Enquanto lhes faz felizes, você terá que vigiar a economia e atender aos avisos que encarrega o senado. Comerciar com outros povos para conseguir recursos dos que não dispõe e negociar com os excedentes que você produz para obter dinheiro. Você terá que conduzir as coisas mais mínimas, como os salários que se lhes pagam e as horas de trabalho e livres que terão os empregados.
Também haverá que criar exércitos, apesar de que não se baseia tanto neles mas de vez em quando haverá ataques no modo campanha e haverá que defender-se de agressores bárbaros. Neste aspecto o jogo tem inimigos da história romana. Por exemplo, haverá ataques de elefantes que encabeçará Aníbal e seus cartagineses sorteando os Alpes.
Noutro aspecto do jogo, haverá que investigar novas tecnologias. Conta com mais de 70 novas tecnologias que se dividem em vários campos. As militares, que ajudam a criar mais armas; económicas, para arrecadar mais impostos; sanidade, como melhores varredores e médicos,...
Podem-se observar aos cidadãos a fazer a sua vida. Vão ao emprego, trabalham, voltam a casa, descansam e recolhem coisas necessárias como água, azeite, carne ou roupa.

## Campanha
A campanha principal consta de um total de 12 missões, 7 pacíficas e 5 militares.Começa-se com uma missão pacífica. Depois de superar a missão, te enviam a outra cidade com outros objetivos. Ao passar a segunda missão pacífica abre-se a primeira militar e a terceira pacífica. A partir deste ponto, escolhe-se o caminho pelo que queres seguir, mesmo assim pode-se realizar qualquer missão em qualquer momento e ir alternando-las ou repetindo-las.

## História
O jogo traz uma enciclopédia chamada Civilopedia, da mesma forma que nos jogos da saga Civilization. Nela se poderá consultar o uso que os romanos davam aos edifícios e como estavam feitos. Explica tudo com fa(c)tos históricos reais.